# Ligne 2 du métro de Copenhague
La ligne 2 du métro de Copenhague est la deuxième ligne de métro de l'agglomération de Copenhague au Danemark. Elle a été mise en service en 2002 et étendue en 2007. D'une longueur de 14,2 km, elle compte 16 stations. Elle est symbolisée par la couleur jaune.
La ligne suit un axe ouest-est de Vanløse à Christianshavn (tronçon commun avec la ligne 1), desservant notamment la banlieue ouest de Copenhague, Frederiksberg et le centre-ville, puis se dirige vers le sud-est de l'île d'Amager jusqu'à Københavns Lufthavn, desservant l'aéroport de Copenhague.

## Historique

### Construction
Décidée en 1992 et 1994 par le Parlement danois, les travaux de construction de la ligne 2 ont débuté en 1996. Il s'agit d'un projet global comprenant la construction de la ligne 1 et de la ligne 2, qui disposent d'un tronçon commun, et dont la mise en service a été réalisée en plusieurs étapes.
La première phase a été inaugurée le 19 octobre 2002, suivi de deux prolongements à l'ouest mis en service en 2003 et d'un prolongement en direction de l'aéroport mis en service en 2007.

### Chronologie
| Date              | Ligne       | Évènement |
| ----------------- | ----------- | --- |
| 19 octobre 2002   | (M1) · (M2) | Mise en service de la ligne 2 entre Nørreport et Lergravsparken (tronçon commun avec la ligne 1 entre Nørreport et Christianshavn) |
| 29 mai 2003       | (M1) · (M2) | Prolongement à l'ouest de Nørreport à Frederiksberg (tronçon commun avec la ligne 1)                                               |
| 12 octobre 2003   | (M1) · (M2) | Prolongement à l'ouest de Frederiksberg à Vanløse (tronçon commun avec la ligne 1)                                                 |
| 28 septembre 2007 | (M2)        | Prolongement au sud-est de Lergravsparken à Københavns Lufthavn (aéroport de Copenhague)                                           |

## Description

Plan de la ligne 2 du métro de Copenhague

La ligne 2 comprend seize stations et mesure 14,2 kilomètres de longueur.
La ligne est souterraine sur sa partie centrale, passant sous le centre-ville de la capitale. Elle devient aérienne sur l'île d'Amager, entre les stations Lergravsparken et Øresund jusqu'à la station terminus de Københavns Lufthavn, desservant l'aéroport de Copenhague.
Elle devient aérienne dans la banlieue ouest de Copenhague, entre les stations Fasanvej et Lindevang jusqu'à la station terminus de Vanløse.
Entre la station Christianshavn et le terminus Vanløse, la ligne 2 partage les mêmes voies que la ligne 1.
Depuis le 29 septembre 2019, la ligne dispose de deux correspondances avec la ligne 3 aux stations Kongens Nytorv et Frederiksberg. Depuis le 28 mars 2020, la ligne dispose d'une correspondance avec la ligne 4 à la station Kongens Nytorv.

## Stations
Le tableau ci-dessous reprend les quinze stations de la ligne 2 :
| Nom                 | Ville         | Correspondances                                                | Type        | Ouverture                                      | Zone de tarification |
| ------------------- | ------------- | -------------------------------------------------------------- | ----------- | ---------------------------------------------- | -------------------- |
| Vanløse             | Copenhague    | (M1) · Métro de Copenhague · (S-tog C) · (S-tog H)             | aérienne    | 12 octobre 2003                                | 2                    |
| Flintholm           | Frederiksberg | (M1) · Métro de Copenhague · (S-tog C) · (S-tog F) · (S-tog H) | aérienne    | 12 octobre 2003                                | 2                    |
| Lindevang           | Frederiksberg | (M1)                                                           | aérienne    | 12 octobre 2003                                | 2                    |
| Fasanvej            | Frederiksberg | (M1)                                                           | souterraine | 12 octobre 2003                                | 2                    |
| Frederiksberg       | Frederiksberg | (M1) · (M3)                                                    | souterraine | 29 mai 2003 29 septembre 2019                  | 2                    |
| Forum               | Frederiksberg | (M1)                                                           | souterraine | 29 mai 2003                                    | 1                    |
| Nørreport           | Copenhague    | Trains                                                         | souterraine | 19 octobre 2002                                | 1                    |
| Kongens Nytorv      | Copenhague    | (M1) · (M3) · (M4)                                             | souterraine | 19 octobre 2002 29 septembre 2019 28 mars 2020 | 1                    |
| Christianshavn      | Copenhague    | (M1)                                                           | souterraine | 19 octobre 2002                                | 1                    |
| Amagerbro           | Copenhague    |                                                                | souterraine | 19 octobre 2002                                | 1                    |
| Lergravsparken      | Copenhague    |                                                                | souterraine | 19 octobre 2002                                | 1                    |
| Øresund             | Copenhague    |                                                                | aérienne    | 28 septembre 2007                              | 3                    |
| Amager Strand       | Copenhague    |                                                                | aérienne    | 28 septembre 2007                              | 3                    |
| Femøren             | Copenhague    |                                                                | aérienne    | 28 septembre 2007                              | 3                    |
| Kastrup             | Tårnby        |                                                                | aérienne    | 28 septembre 2007                              | 4                    |
| Københavns Lufthavn | Tårnby        | Trains Aéroport de Copenhague                                  | aérienne    | 28 septembre 2007                              | 4                    |

## Projets

Possibles extensions du métro de Copenhague

### Future correspondance avec la ligne 5
Prévue à l’horizon 2036, la future ligne 5 du métro de Copenhague sera en correspondance avec la ligne 2 à la station Lergravsparken. Reliée à la gare centrale (København H) et, via une correspondance avec la ligne 1 à la station DR Byen, la ligne 5 vise à désaturer le tronçon central commun aux lignes 1 et 2 entre Christianshavn et Nørreport, notamment aux heures de pointe.
Elle prévoit également, à l’horizon 2045, de desservir l’île artificielle de Lynetteholm, appelée à accueillir des milliers de nouveaux logements d’ici 2070. 
À plus long terme, la ligne 5 pourrait devenir la deuxième ligne circulaire de la capitale danoise après la ligne 3 si elle était prolongée via les quartiers d'Østerbro, Nørrebro et Frederiksberg.

### Prolongement possible
En 2025, la ville de Copenhague a lancé une analyse stratégique de seize tracés de métro potentiels afin de préparer l’évolution de son réseau au-delà de la ligne 5, avec pour objectifs de renforcer le maillage territorial, desservir les grands équipements publics, réduire les émissions de CO₂ et accompagner les mutations urbaines. Huit lignes ont été sélectionnées pour faire l’objet d’études techniques approfondies, une décision validée par le comité des finances le 3 juin 2025. Ce travail constitue une étape clé en vue de décisions politiques attendues dès 2026, dans une perspective de planification à long terme, jusqu’en 2045.
Parmi les tracés retenus pour des études complémentaires figure l’axe Vanløse - Brønshøj - Tingbjerg, qui propose le prolongement des lignes 1 et 2 vers un quartier densément peuplé mais actuellement mal desservi, avec les stations suivantes :
- v/ Skjulhøj Allé,
- v/ Brønshøj Torv,
- v/ Tingbjerg.

Le projet étudié comprend une éventuelle extension jusqu’à Gladsaxe :
- v/ Høje Gladsaxe,
- v/ Gladsaxe Trafikplads (Letbane).